# Noha
Noha, zvana još i noja, tudum, odnosno direktor (kratica za direktno rodeći hibrid) hibridna je vrsta bijele loze nastala križanjem američkih loza Vitis lambrusca i Vitis riparia. Uglavnom je kod nas zastupljena u sjeverozapadnim dijelovima Hrvatske. Trs je rodan, no u punoj zrelosti izrazito sklon osipanju. Vrlo je rodna i otporna loza i nije joj potrebno nikakovo prskanje kemijskim sredstvima. Vino od nohe ima specifičan miris koji se mnogima ne sviđa. Kod nas se vino od nohe smije proizvoditi samo za vlastitu uporabu. Ne smije se stavljati u promet. U južnom Gradišću u Austriji se od ove i drugih direktno rodećih sorata (Concord, Izabela, Elvira, Delaware) proizvodi vino Uhudler, koje se smatra tamošnjim lokalnim specijalitetom.
Danas se u malom opsegu osim kod nas uzgaja i u SAD-u, Rumunjskoj, Francuskoj, Austriji i Italiji.

## Povijest
Po jednoj teoriji radi se o sjemenjaku sorte Taylor (prirodni križanac Vitis labrusca x Vitis riparia). Selekcioniran je 1896. (Otto Wasserziecher).
Po drugoj teoriji radi se o križancu Izabele i vrste Vitis labrusca, nastalom 1846. u vrtu firme Paphro Steele & Son u West Hartfordu, sjevernoamerička država Connecticut.
U Europi, te kod nas, javlja se negdje u drugoj polovici 19. stoljeća.

## Zanimljivosti
Iako se i dan danas kod nas vinima od direktno rodećih američkih hibrida pripisuje povećan sadržaj metanola istina je sasvim drugačija. Bijela vina sadrže oko 98 mg/l metanola, crna oko 131 mg/l, a ona od tzv. direktora oko 123 mg/l.

## Sinonimi
Belo Otelo, Charvat, Flaga Alba, Fraga, Noa, Noe, Nohan, Noka, Nova, Nove, Otelo Belo, Tatar Rizling.

## Vanjske poveznice
- Noha /Noah/,list iz baze podataka Instituta za uzgoj vinove loze u Geilweilerhofu  Arhivirana inačica izvorne stranice od 9. travnja 2014. (Wayback Machine)